# 尼爾·戴門
尼爾·萊斯利·戴門（英語：Neil Leslie Diamond，1941年1月24日—），美國著名創作歌手、作曲家及演員，以其深情嗓音和流行搖滾作品聞名，是20世紀最具影響力的音樂人之一。

## 外部連結
- 官方网站
- 中的“尼爾·戴門”
- 尼爾·戴門在豆瓣上的资料（简体中文）
- Neil Diamond's Band's Official Site （页面存档备份，存于）
- 摇滚名人堂上的尼爾·戴門